# Felthorpe
 (juillet 2023).
Felthorpe est une paroisse civile et un village du Norfolk, en Angleterre.